# Henri Guibal
Pour les articles homonymes, voir Guibal.
Henri Guibal, né le 30 octobre 1947 à Aix-en-Provence, est un artiste peintre et graveur français.

## Biographie

### Jeunesse et formation
Henri Guibal naît le 30 octobre 1947 à Aix-en-Provence, du mariage du pasteur Roger Guibal et de Marguerite Arnaud.
Il commence à peindre à l'âge de 13 ans après avoir regardé des peintures de la « période fauve » puis, plus tard celles des groupes « Die Brücke » et « Der Blaue Reiter ». Il effectue ses études à l'École supérieure d'art d'Aix-en-Provence de 1965 à 1968 où deux professeurs lui seront déterminants, les peintres Jean-Claude imbert et Vincent Bioulès. Avec le premier, Henri Guibal va peindre et dessiner régulièrement sur le motif à travers la Provence et la Haute-Provence. Ses premières expositions ont lieu à Aix-en-Provence entre 1965 et 1970 durant le festival de Musique.

### Création Publique
En 1978, Henri Guibal est invité par le peintre Jean-Jacques Morvan et par le groupe « Monolithe » à la manifestation L'art et la cité à Saint-Émilion. Huit peintres, durant une semaine réalisent chacun une toile de 400x300cm en public dans la Monolithe, et l'artiste côtoie ainsi Constantin Andréou, Jean-Jacques Morvan, Robert Lapoujade, Jacques Lagrange, Serge Labegorre, Antonio Guansé et Raymond Guerrier.
De 1976 à 1979, Henri Guibal enseigne le dessin à l'Institut d'Arts Visuels d'Orléans. De 1983 à 2010, il est professeur de dessin et peinture à l'École supérieure d'art de Clermont Métropole à Clermont-Ferrand.
Durant les années 80 et 90, Henri Guibal fréquente à Paris l'atelier d'édition et d'impression Pasnic et réalise des gravures au carborundum, procédé inventé par le peintre Henri Goetz. Il y rencontre au début des années 1980, l'éditeur Jacques Boulan pour qui il réalise de nombreuses éditions, présentées à différentes manifestations internationales.
Henri Guibal est membre du collectif de graveurs « le chant de l'encre » créé en 2010 par Michel Brugerolles.

## Dits et écrits d'Henri Guibal
- « À vrai dire, ma démarche prend sa source dans un monde rempli d'odeurs, de chants invisibles, ceux des oiseaux, du vent, de la mer, du murmure de femmes. Elle est suspendue à un paysage intime, à celui qui se trouve en face de ma maison, à cette multitude de fragments discrets qui me disent tant de choses, tant de choses secrètes. » - Henri Guibal, 2016[4]
- « Mon plaisir de peindre est dans la constance de mes désirs. Cela n'empêche pas de mûrir et j'admets avec l'écrivain Nicolás Gómez Dávila que "le monde n'est pas obligé de les combler". L'importance de préserver, de sauvegarder mes travaux est vitale. C'est un besoin de réconfort qui permet de voir défiler mon existence comme si ma mémoire ne se résignait pas à mourir. L'éphémère m'attriste parce qu'il ne va pas tarder à ne plus exister en moi. Je m'ennuie du temporaire ; il est le contraire du touché, de l'observé qui laissait une trace dans le fond de l'âme. J'aime ce qui me touche, comme je l'ai exprimé, mais aussi ce que je touche, aussi fugitif que ce soit. Ce qui me touche reste, pour un temps, avant d'être oublié, mais ça reste gravé dans ma mémoire. »  - Henri Guibal, 2019[3]

## Expositions

### Expositions personnelles
- 1990 : Galerie Cjaire Gastaud, Clermont-Ferrand.
- 2006 : Galerie du vieux Belfort, Belfort.
- 2007 :  
  - Galerie Scohy, Anvers.
  - Rétrospective au Musée de la lithographie, Saint-Pourçain-sur-Sioule.
- 2009 : Galerie Pluriels, Nantes.
- 2014 : Galerie L'Atrium, Dax.
- Novembre 2014 : Henri Guibal - Voyageuse éternelle, Galerie de L'Âne bleu, Marciac[5].
- Octobre-novembre 2016 : Galerie du Fonds Labégorre, Seignosse[4].
- Janvier-mars 2017 : Galerie CK, Clermont-Ferrand[6],[7].
- Septembre-octobre 2019 : Henri Guibal - Les mémoires inattendues, Musée Georges-de-Sonneville, Gradignan[8].
- Septembre-octobre 2022 : Galerie municipale d'art contemporain, Chamalières[9].
- mai-septembre 2023 : Henri Guigal - La couleur est son ombre, L'Hostellerie, centre d'art singulier, Dijon[10].

### Expositions collectives
- 2005 : Henri Guibal, peintures - Michel Wohlfahart, sculptures, Galerie Van Dongen, Troyes.
- Septembre-novembre 2017 : Eden, merveilleux jardin -( Henri Guibal (peintures et gravures), Valérie Courtet (céramiques), Galerie Art inside, Château-Gontier[11].
- Août 2021 : L'été des arts en Gascogne, Henri Guibal invité d'honneur, halle de Mirande[12].
- Juillet-août 2023 : L'escale de la lune, le Moulijn Grand, Aubusson.